# Stanislas Hosius
Stanislas Hosius (en allemand et en latin : Stanislaus Hosius ; en polonais : Stanisław Hozjusz), né le 5 mai 1504 à Cracovie et mort le 5 août 1579 à Capranica, près de Rome, est un cardinal, diplomate et penseur polonais du XVIe siècle.

## Biographie
Hosius est prévôt de Wieluń et de Wiślica, chanoine à Frauenbourg, à Cracovie et à Sandomierz. Après son ordination, il reçoit les paroisses de Golombie et Radłów.
Il est nommé évêque de Chełmno en 1549. 
Hosius est envoyé par le roi de Pologne Sigismond II Auguste aux cours de Ferdinand Ier à Vienne et de Charles Quint à Bruxelles pour nouer une alliance entre la Pologne et ces deux monarchies. 
En 1551 il devient évêque de Varmie. La même année il écrit sa Confessio fidei christiana catholica pour le synode de Piotrków Trybunalski. Le pape l'appelle à Rome en 1558, où il est un des membres les plus influents de la Curie romaine. Il est nommé légat apostolique à la cour impériale de Vienne et (re)convertit le fils de l'empereur, Maximilien de Bohême, au catholicisme.
Le pape Pie IV le nomme cardinal lors du consistoire du 26 février 1561.
Le cardinal Hosius participe aux conclaves de 1565 et 1566 (élection de Pie V, puis de Grégoire XIII).
Stanislas Hosius est légat a latere en Pologne 1566 et ambassadeur de la Pologne au Saint-Siège (1569). Il soutient activement les efforts du pape pour restaurer le catholicisme en Angleterre et en Suède. Il fonde le lycée de Braniewo en tant que centre de la mission catholique. Hosius est grand pénitentiaire de 1574 jusqu'à sa mort.

## Littérature
- Theologische Realenzyklopädie (TRE), Bd. 15, S. 598-600
- Benrath: Realenzyklopädie für protestantische Theologie und Kirche (RE) 3. Auflage Bd. 8 S. 382-392
- Heinz Scheible: Melanchthons Briefwechsel. Personen 12; Stuttgart-Bad Cannstatt 2005;  (ISBN 3-7728-2258-4)
- Lexikon für Theologie und Kirche (LThK) 3. Auflage Bd. 5 S. 284
- Arno Sames: Religion in Geschichte und Gegenwart (RGG) 4 Auflage, Bd. 3, S. 1912
- Hans-Jürgen Karp: Reiche und Territorien in Ostmitteleuropa